# Un matrimonio di troppo
Un matrimonio di troppo (You're Cordially Invited) è un film del 2025 scritto e diretto da Nicholas Stoller.

## Trama
Un padre e una produttrice televisiva scoprono che, a causa di un involontario errore dell’hotel, hanno prenotato la stessa location per celebrare il matrimonio delle rispettive figlia e sorella. 
I due sono quindi costretti a condividere il luogo della cerimonia, tentando di realizzare il matrimonio dei sogni dei propri cari, tra equivoci, ripicche e nuovi amori.

## Produzione
Le riprese del film sono iniziate ad Atlanta nel maggio 2023.

## Distribuzione
Il film  è stato distribuito sulla piattaforma Amazon Prime Video a partire dal 30 gennaio 2025.